# Fiasco (TV-serie)
Fiasco är en fransk komediserie som hade premiär på strömningstjänsten Netflix den 30 april 2024. Första säsongen består av tre avsnitt. Serien är skapad av Igor Gotesman som även medverkat i skrivandet av manus.

## Handling
Serien kretsar kring en oerfaren regissör och en inspelning där det mesta går fel. Filmteam fångar allt på film när missöden, fulspel och sabotage avlöser varandra.

## Rollista (i urval)
- Pierre Niney – Raphaël Valande
- François Civil
- Igor Gotesman
- Géraldine Nakache
- Louise Coldefy
- Leslie Medina
- Marie-Christine Barrault
- Vincent Cassel